# Impostazioni di sistema
Impostazioni di sistema o System Settings è il centro di configurazione dell'ambiente desktop KDE SC 4. Sostituisce Kcontrol che era disponibile fino alla serie 3.5 di KDE.
È stato sviluppato a partire dall'omologo programma per KDE 3.5 disponibile con la distribuzione Linux Kubuntu. È stato progettato con l'intento di migliorare Kcontrol in termini di usabilità e facilità d'uso, con una particolare attenzione per i nuovi utenti.
A seconda delle scelte di installazione gli elementi presenti possono lievemente differire. Ad ogni elemento corrisponde un modulo di configurazione o alcuni sottomoduli. Per effettuare una ricerca tra i moduli presenti è disponibile una casella di testo in alto, inserito il termine ricercato il modulo utile risulterà evidenziato. Al passaggio del mouse sull'icona di un modulo, dopo alcuni attimi, compare un dettagliato suggerimento contenente la descrizione del modulo o degli eventuali sottomoduli contenuti.
A partire da KDE 4.3 è disponibile una modalità di visualizzazione alternativa che ripropone l'organizzazione ad albero tipica di Kcontrol.
A partire da KDE SC 4.5 la suddivisione dei moduli in due schede: Generale e Avanzate, è stata sostituita da un'unica vista resa possibile dalla riorganizzazione dei moduli.